# Tullbergia granulata
Tullbergia granulata är en urinsektsart som beskrevs av Mills 1934. Tullbergia granulata ingår i släktet Tullbergia och familjen Tullbergiidae. Inga underarter finns listade i Catalogue of Life.